# مرلین (شخصیت کمیک)
مرلین (به انگلیسی: Merlyn) یک شخصیت خیالی ابرشرور در کتاب‌های کمیک منتشر شده توسط دی‌سی کامیکس است. او دشمن بزرگ گرین ارو است. هر چند در طول این سالها او به عنوان دشمنی برای دیگر ابرقهرمانان مانند بتمن نیز بوده است. او توسط مایک فردریک ، نیل ادامز و دیک دیلین ایجاد شده و اولین حضورش در کمیک لیگ عدالت آمریکا #۹۴ (۱۹۷۱) بوده است.
مرلین از آن زمان به صورت اشکال گوناگون در رسانه‌های مرتبط دی‌سی حضور داشته، برجسته‌ترین نقش او را می‌توان در سریال ارو از شبکه سی‌دابلیو دانست، که در آن وی توسط جان بارومن به تصویر کشیده شد.